# Boog van Ter Doest

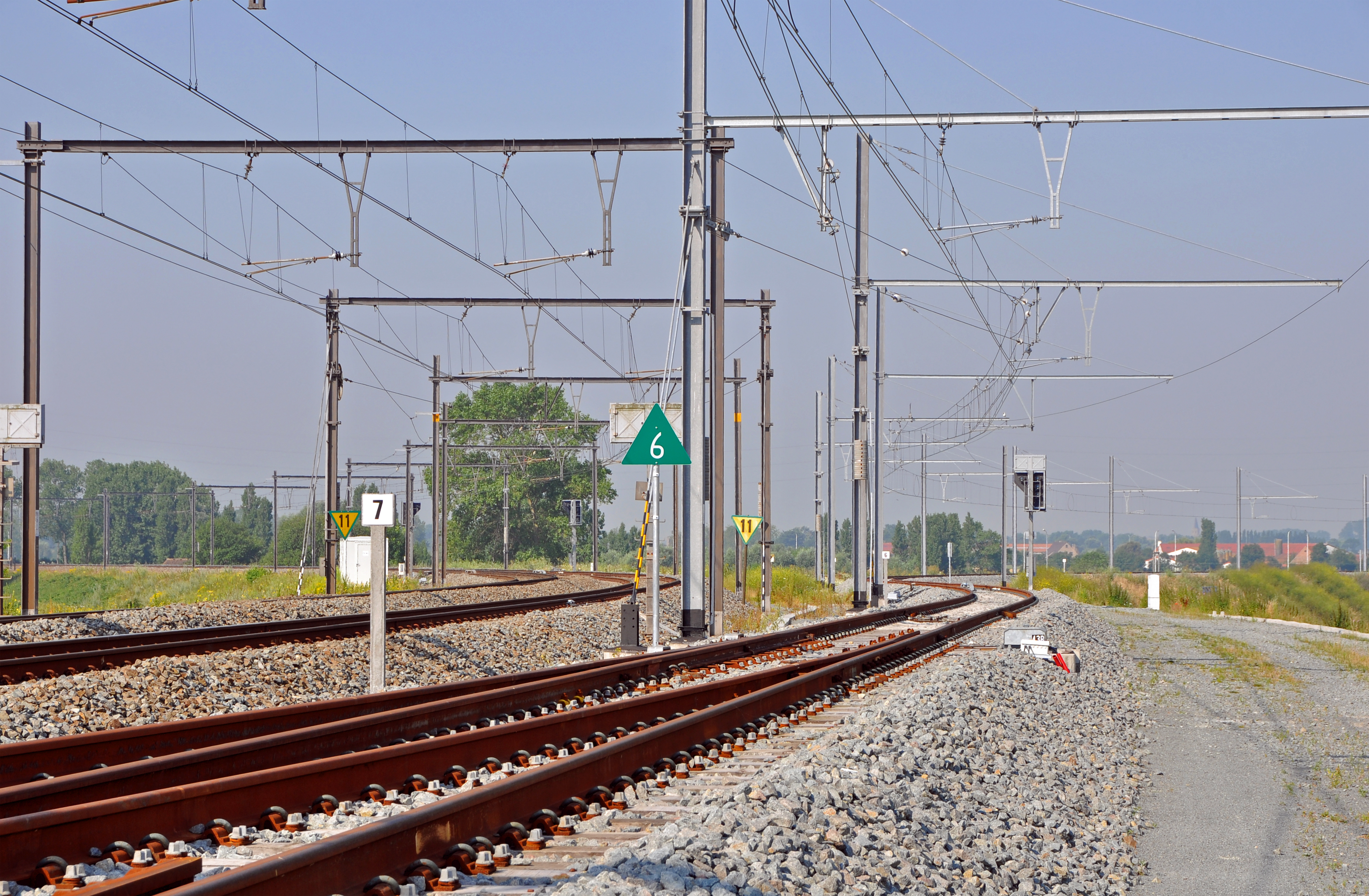
De Boog van Ter Doest bij de aftakking 'Y Boudewijnkanaal'. Het dubbelspoor links is lijn 51B. Rechts: de ruimte voor een tweede spoor.

De Boog van Ter Doest of Bocht van Ter Doest (officieel: Lijn 51B/1) is een Belgische spoorlijn van 1,7 kilometer lang in de buurt van Lissewege. Zij vormt een verbindingsboog tussen de lijnen 51A (Brugge-Zeebrugge) en 51B (Brugge-Knokke). Zij sluit aan op lijn 51A via de aftakking 'Y Ter Doest' en op lijn 51B via de aftakking 'Y Boudewijnkanaal'.
De bouw van de lijn, die op een verhoogde spoordijk loopt, begon op 3 maart 2010. Op 5 november 2012 werd zij in gebruik genomen. Het is een geëlektrificeerde, enkelsporige lijn. De spoordijk is zo aangelegd, dat er ruimte is voor een tweede spoor.
De lijn is aangelegd door de Belgische spoorwegbeheerder Infrabel, en wordt ter beschikking gesteld van alle erkende spoorwegondernemingen.
De naam 'Boog van Ter Doest' verwijst naar de verdwenen middeleeuwse cisterciënzerabdij van Ter Doest te Lissewege, die in de onmiddellijke buurt lag, en waarvan thans nog een monumentale schuur bewaard is.
Dankzij de Boog van Ter Doest kunnen goederentreinen en rangerende locomotieven vlot van de westelijke kant van de haven van Zeebrugge naar de oostelijke kant rijden, en vice versa. Voordien moesten zij een tijdrovende omweg via het station van Brugge maken.